# Обтюрация

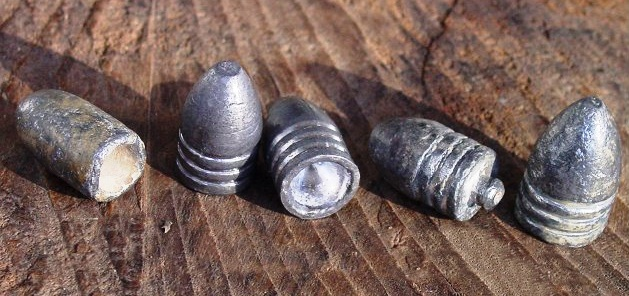
пуля Минье имеет сзади коническую выемку, которая, расширяясь при выстреле, обеспечивает надежное зацепление пули с нарезкой ствола винтовки

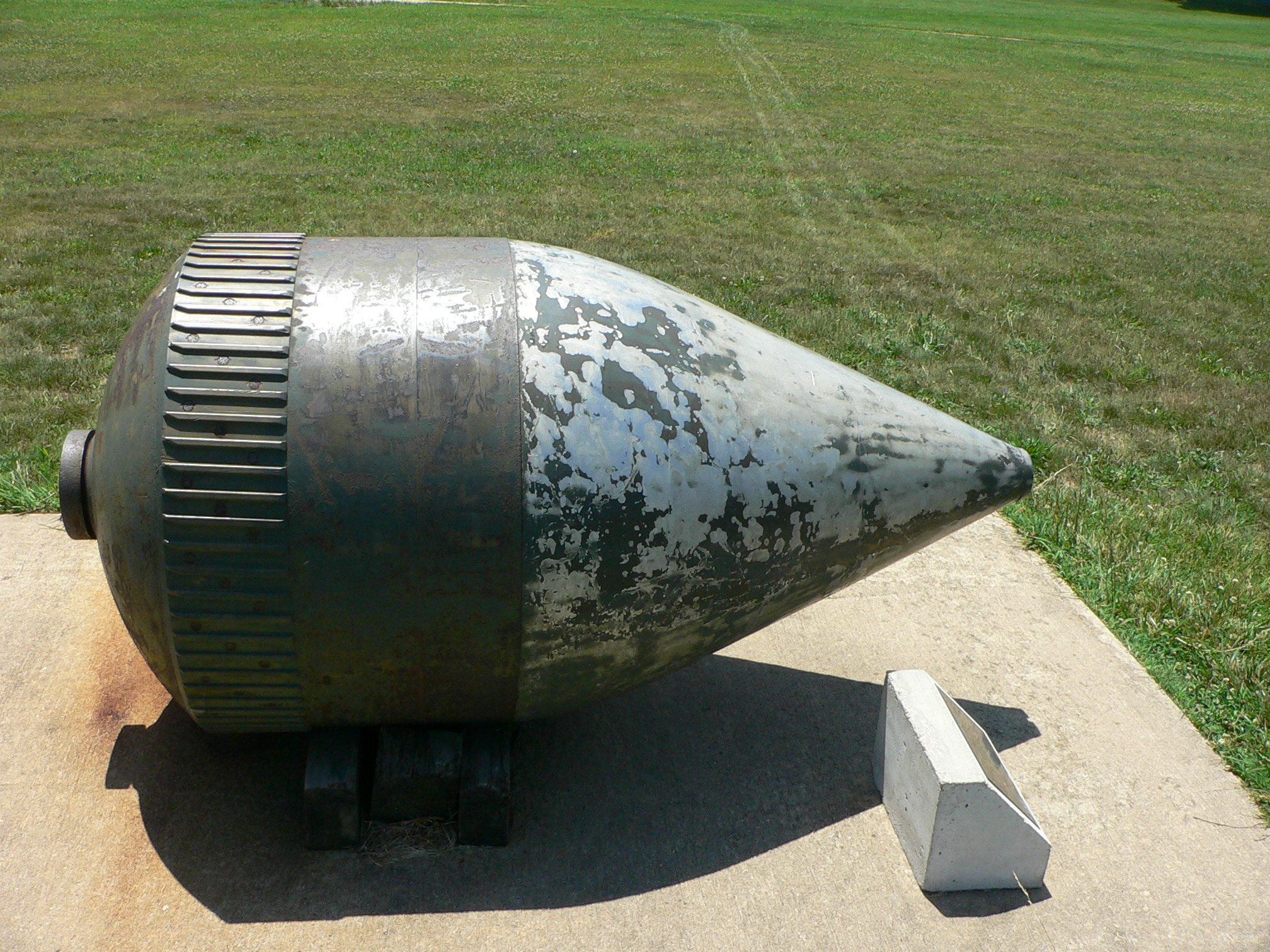
вырезы на снаряде, которые должны совпадать с нарезами ствола для надежной обтюрации (снаряд для мортиры Little David)

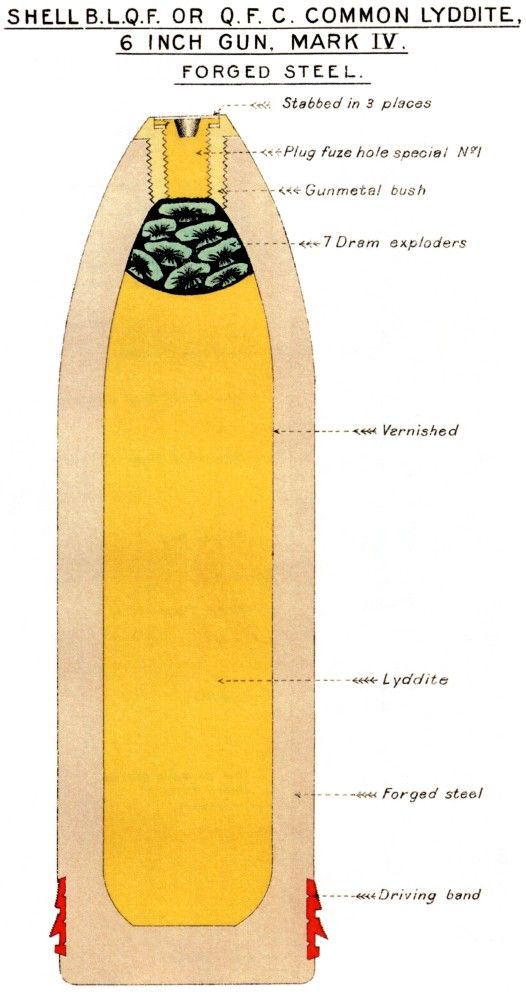
снаряд с ведущим пояском

Обтюрация (лат. obturatio «закупоривание») — обеспечение герметизации канала ствола при выстреле, то есть создание условий в стволе огнестрельного оружия, при которых пороховые газы работают по назначению, расширяясь позади пули или снаряда , что увеличивает эффективность и безопасность применения оружия.
Термин обтюрация используется также в:
- оптике — устройства для перекрывания потока света или иного излучения в оптических приборах, в основном, в киносъёмочной и кинопроекционной аппаратуре.
- ракетной технике — часть стартового комплекса некоторых образцов ракетной техники, предназначенная для выталкивания ракеты из шахты.
- В технике связанной с механикой подводных лодок - Система беспузырной стрельбы.
- дайвинге и СИЗОД — манжета-уплотнитель гидрокостюма. Уменьшает затекание воды в рукава, штанины и ворот костюма. Также уплотнительная манжета на маске (полумаске).
- медицине — протезы и приспособления, служащие для закрытия или «закупорки» неестественных отверстий в стенках полости рта.

Исходя из этого определения, можно выделить две задачи обтюрации при выстреле:
1. обтюрация пули (снаряда), препятствующая прорыву пороховых газов у стенок ствола,
2. обтюрация казённого (заднего) среза ствола в казнозарядном оружии, препятствующая прорыву пороховых газов в сторону стрелка. Если патронник оружия является подвижным, как в револьверах или ряде современных опытных образцов оружия с подвижным патронником, то возникает также задача обтюрации места его соединения с каналом ствола.

Первая задача, как правило, возникает лишь в артиллерии либо при использовании специальных (например, бронебойных) пуль, так как сравнительно мягкие свинцовые пули стрелкового оружия, даже при наличии на них медной или стальной оболочки, вполне справляются с этой функцией, имея диаметр на несколько десятых долей миллиметра больше калибра ствола по нарезам и слегка раздуваясь под давлением пороховых газов, при этом плотно заполняя нарезы. Помимо уменьшения прорыва газов, задачей обтюратора пули является также центровка пули в стволе. При стрельбе из гладкого ствола дробью или картечью также возникает необходимость устранить прорыв пороховых газов между отдельными дробинами, роль обтюратора в нём играет пыж или контейнер для пуль.
В ручном казнозарядном оружии, а также лёгких артиллерийских системах для обтюрации патронника, как правило, используется металлическая, реже — картонная или пластиковая гильза, которая немного расширяется во время выстрела, плотно прилегая к стенкам патронника и зеркалу затвора и тем самым предотвращая прорыв газов в механизм оружия. Ранее, до появления и массового распространения металлических гильз, пытались достичь обтюрации при помощи использования точно подогнанных друг к другу на заводе элементов (например, сведённого на конус казённого среза ствола и притёртой к нему ответной части боевой личинки затвора), однако этот путь оказался бесперспективным: на новом оружии обтюрация ещё более или менее обеспечивалась, но при его естественном износе зазор между индивидуально подогнанными деталями неминуемо возрастал и появлялся прорыв газов, который устранялся лишь новой подгонкой деталей. Кроме того, точная подгонка деталей противоречила очень важному для военного оружия принципу взаимозаменяемости.
Для безгильзовых артиллерийских систем, например, картузных орудий применяется пластичный кольцеобразный обтюратор (оригинальная конструкция, разработанная французом Дебанжем, предусматривала многослойную подушку из листов асбеста в форме кольца, заполненную изнутри консистентной смазкой), который должен герметизировать зазор между фасом затвора или боевой личинкой и патронником (каморой), раздаваясь в стороны под давлением пороховых газов и тем самым наглухо закупоривая канал ствола.
Таким образом, в обоих случаях использование эластичного обтюратора в виде гильзы или специального устройства при сохранении умеренных допусков при изготовлении деталей оружия оказалось наиболее целесообразным.
В безгильзовом стрелковом оружии задача обтюрации патронника существенно сложнее и до настоящего времени однозначно положительного решения не имеет.
Для безоткатной артиллерии отсутствие герметизации казенника является главным принципом уменьшения отдачи. Однако, разумеется, это означает, что зона за соплом является опасной для нахождения. Поэтому использование такого оружия сопряжено с ограничениями (например при стрельбе из закрытых помещений).

## Ручное оружие

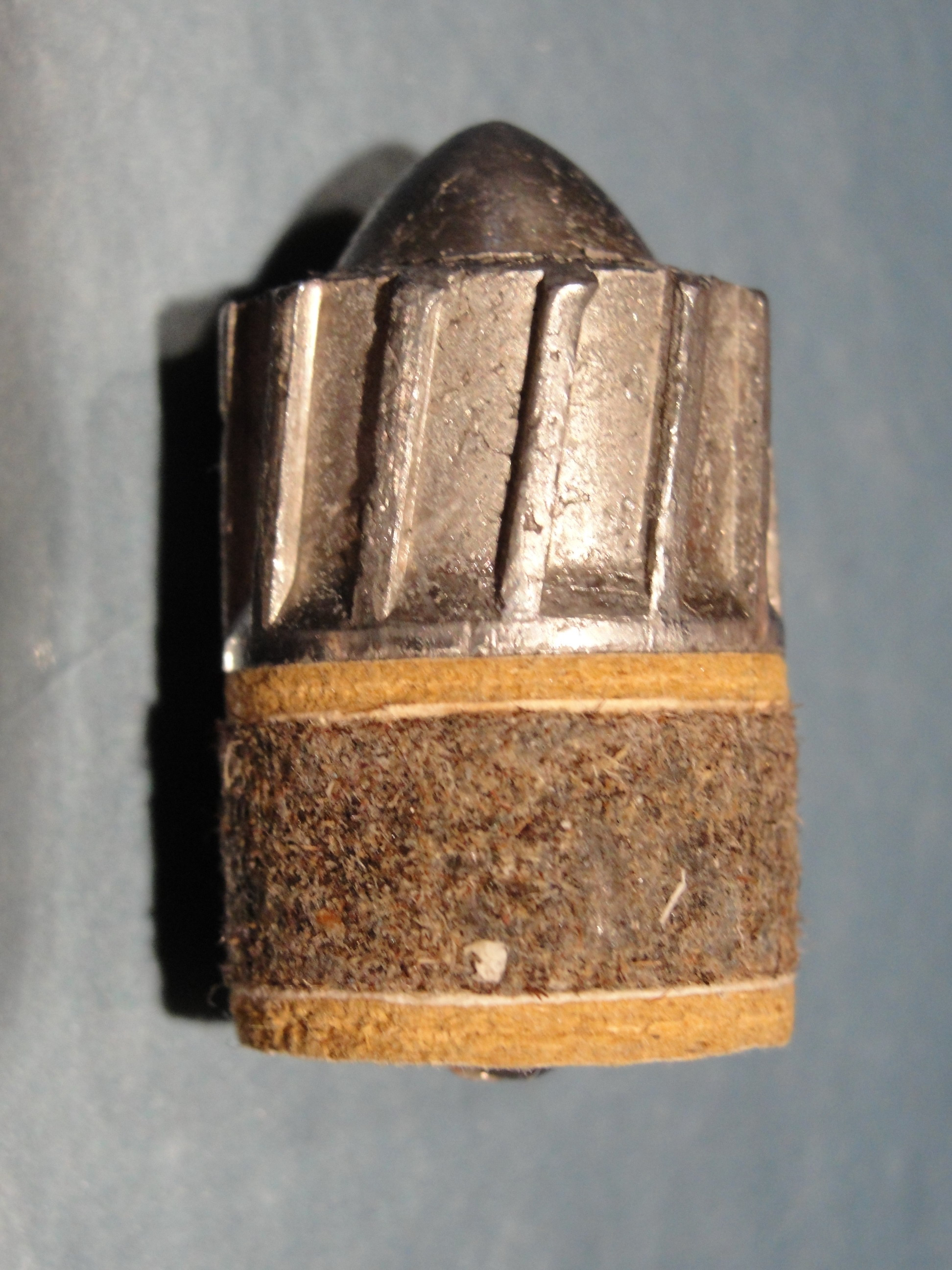
Пуля Бреннеке классического образца с войлочным пыжом-обтюратором

В эпоху гладкоствольных дульнозарядных ружей пули к ним намеренно делали меньше по диаметру по сравнению с калибром ствола, чтобы их можно было легко протолкнуть в ствол при заряжании, результатом чего был значительный прорыв газов. Для его уменьшения использовали плотные пыжи до и после пули, которые, впрочем, были достаточно малоэффективны и в большей степени удерживали пулю от выпадения до выстрела, чем сдерживали пороховые газы.
После перехода на заряжание с казны эта проблема практически исчезла, так как свинцовые пули стали делать несколько большего диаметра по сравнению с диаметром канала ствола, а при выстреле они обжимались, плотно прилегая к его стенкам; однако в настоящее время обычной свинцовой пулей из гладкоствольного оружия стреляют достаточно редко, а многие созданные для него специальные пули (например, всевозможные «турбинки» с винтовыми канавками на поверхности, предназначенными для аэродинамической стабилизации, или подкалиберные) не способны обеспечить обтюрацию самостоятельно, что вынуждает применять те же самые пыжи или специальные пластиковые контейнеры. Пыж также абсолютно необходим при выстреле дробью.
Ствол современного гладкоствольного ружья может иметь как равные, так и различные диаметры в начале и в конце. Существует термин — дульное сужение (чок). У гладкоствольных ружей оно может быть постоянным или переменным. Если диаметры ствола в начале и в конце различны (на выходе из ствола диаметр меньше), то стрелять калиберной пулей из него невозможно, — она попросту застрянет (или давление в канале ствола при выстреле превысит безопасные границы). Для стрельбы пулей необходимо, чтобы она проходила через дульное сужение с зазором порядка 0,3—0,5 мм (подкалиберная пуля) или имела сминаемые ведущие пояски. Дульное сужение (чок) необходимо для повышения кучности при стрельбе дробью. Для стрельбы подкалиберной пулей её заключают в специальный контейнер-обтюратор.
Пули к дульнозарядному нарезному оружию, напротив, изначально делали больше по диаметру по сравнению с калибром ствола для обеспечения взаимодействия с нарезкой. Для заряжания нарезного дульнозарядного оружия на ствол крест-накрест укладывался так называемый «пластырь» (ленты из специальной ткани), иногда пулю просто заворачивали в ткань. Затем пулю приходилось вколачивать в ствол специальным молотком. Этим достигалась, помимо постановки пули на нарезы, ещё и более-менее сносная обтюрация, однако скорострельность была крайне низка.
Проблема скорострельности нарезных дульнозарядных штуцеров была в значительной степени решена в середине XIX века с изобретением специальных пуль. Некоторые из них по форме совпадали с сечением канала ствола и при заряжании свободно входили в ствол. Другие были меньше по калибру, чем канал ствола, но при заряжании или при выстреле раздавались в стороны и обеспечивали обтюрацию за счёт плотного прилегания пули к стенкам канала ствола. Самой совершенной из таких пуль стала пуля Минье. С появлением штуцеров / винтовок, стрелявших такими пулями, а также — с развитием промышленности, появилась возможность быстро перевести большую часть пехоты на нарезное оружие.
С появлением же казнозарядного оружия пули стали делаться чуть большего диаметра, чем калибр ствола по дну нарезов, для того, чтобы пуля могла войти в соединение с нарезкой.

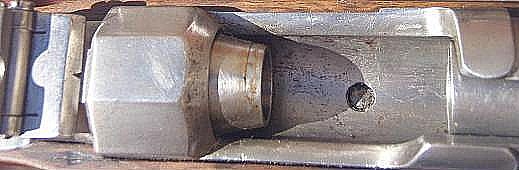
Винтовка Дрейзе, модель 1849. Применение унитарного бумажного патрона (безгильзового) и скользящего затвора увеличило скорость стрельбы, а прорыв газов устраняется надвиганием конической выемки переднего конца затвора на задний обрез ствола.

Винтовка Шасспо. Обтюрация затвора.

Между тем, заряжание с казны, решив проблему обтюрации самой пули, породило новую — обеспечения герметичности канала ствола с казённой части, содержащей заряд пороха. Первые системы казнозарядного оружия имели во избежание прорыва пороховых газов в лицо стрелка очень плотно подогнанные друг к другу поверхности затвора (или сменного патронника) и казённого среза ствола, что было малопригодно для массового производства. Впоследствии было испытано немало систем обтюраторов, таких, как притёртые друг к другу конические поверхности на винтовке Дрейзе (1842 г.), пружинящая металлическая пластинка за казёнником ствола у винтовки Шарпса (1860-е г.г.), резиновое колечко, раздающееся под давлением пороховых газов, у винтовки Шасспо (1867 г.), и так далее. Однако ни одна из них не была достаточно надёжна и долговечна. Так, конические поверхности винтовки Дрейзе требовали постоянной притирки для обеспечения мало-мальской герметичности, а резиновые колечки и пластинки довольно быстро прогорали, требуя частой замены.
Наиболее приемлемым же решением проблемы обтюрации патронника стало использование металлической гильзы, которая при выстреле слегка раздавалась, плотно прилегая к стенкам патронника и надёжно перекрывая выход из него пороховых газов. Так как гильза после выстрела извлекалась из патронника, условия её работы были сравнительно щадящими, что обеспечило возможность повторного использования после переснаряжения. Поначалу так делали во всех армиях мира (например, немецкая винтовка «Маузер» образца 1871 год вообще не выбрасывала гильзы за пределы ствольной коробки, — солдат учили вытряхивать их вручную специальным движением, отработке которого при тренировке уделялось большое внимание, и складывать в специальное отделение патронной сумки), однако по мере развёртывания всё более и более массового производства патронов необходимость в переснаряжении исчезла, сохранившись лишь в среде гражданских стрелков как способ снижения стоимости выстрела. При условии правильного переснаряжения, гильза может быть использована до нескольких десятков раз без снижения безопасности и иных качеств.
Создание работоспособной и приемлемой для массового производства металлической гильзы, а также оружия, обеспечивающего надёжное и удобное извлечение её после выстрела, было достаточно сложной задачей, окончательное решение которой относится к 1860-м годам. С этого времени и до наших дней конструкция и технология производства гильз практически не изменились. Основной материал для их изготовления за рубежом — мягкая латунь, хотя в СССР / России и многих бывших социалистических странах в военном оружии часто использовали и продолжают использовать патроны с биметаллической (сталь с покрытием другим металлом, например томпаком) или лакированной стальной гильзой. В настоящее время ведутся работы по созданию пластиковых гильз к боевому оружию, которые, ввиду резко отличающихся от металлических гильз свойств (в первую очередь — низкой прочности), в случае своего применения потребуют существенного изменения в конструкции стрелкового оружия будущего. В своё время (1960-е — 1980-е годы) считался перспективным полный отказ от гильзы в стрелковом оружии, однако практика показала, что даваемая им экономия в массе боекомплекта не столь значительна по сравнению с создаваемыми проблемами, поэтому к настоящему времени работы по созданию безгильзовых патронов в большинстве своём переключены на патроны с более лёгкой, чем стальная, пластмассовой гильзой, которые при близкой экономии в массе создают намного меньше проблем.

## Артиллерия

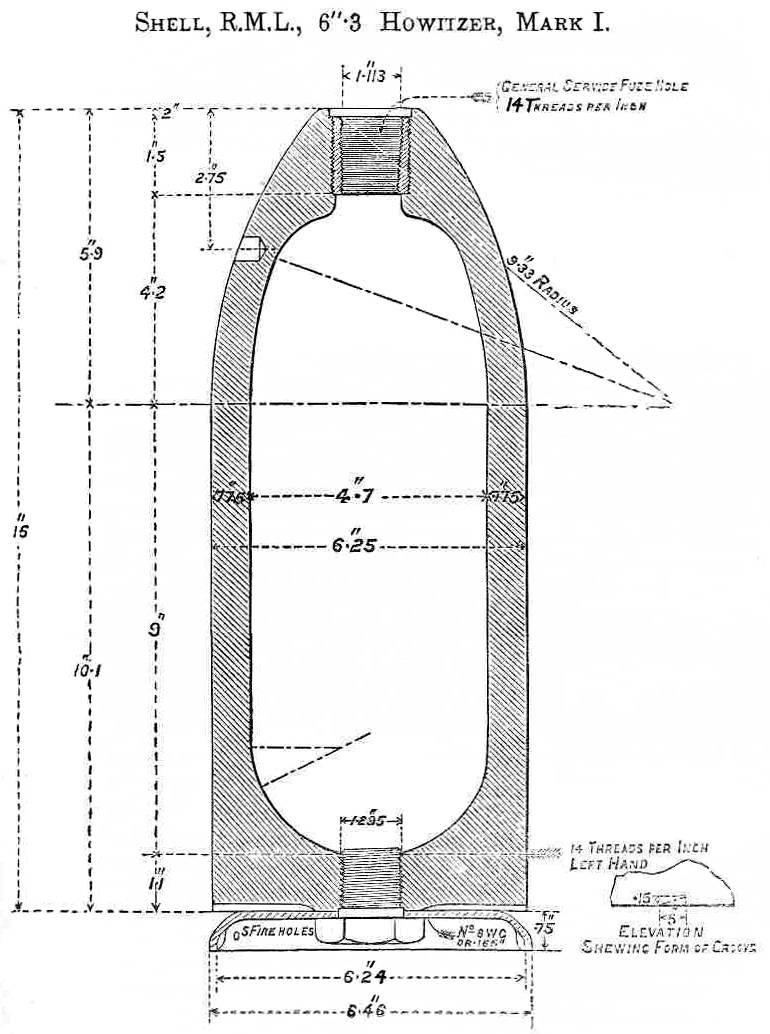

- 16,25" морская пушка Mk 1. В качестве запирающего механизма фирма-разработчик использовала поршневой затвор с обтюратором конструкции Вавассера. Обтюратор — плоская медная чашечка, прилегающая своим дном к плоскому фасу затвора, а закраинами к медному кольцу, вделанному в стены ствола. При производстве выстрела пороховые газы, вдавливая чашечку в фас поршневого затвора, расширяли её, чем и достигалась обтюрация.

Единственным крупным недостатком подобной системы являлась чувствительность медного кольца к загрязнению. При образовании на нём нагара закраины чашечки уже недостаточно плотно прилегали к нему, в результате чего терялась герметичность, пороховые газы начинали просачиваться, и обтюраторы приходилось часто заменять.

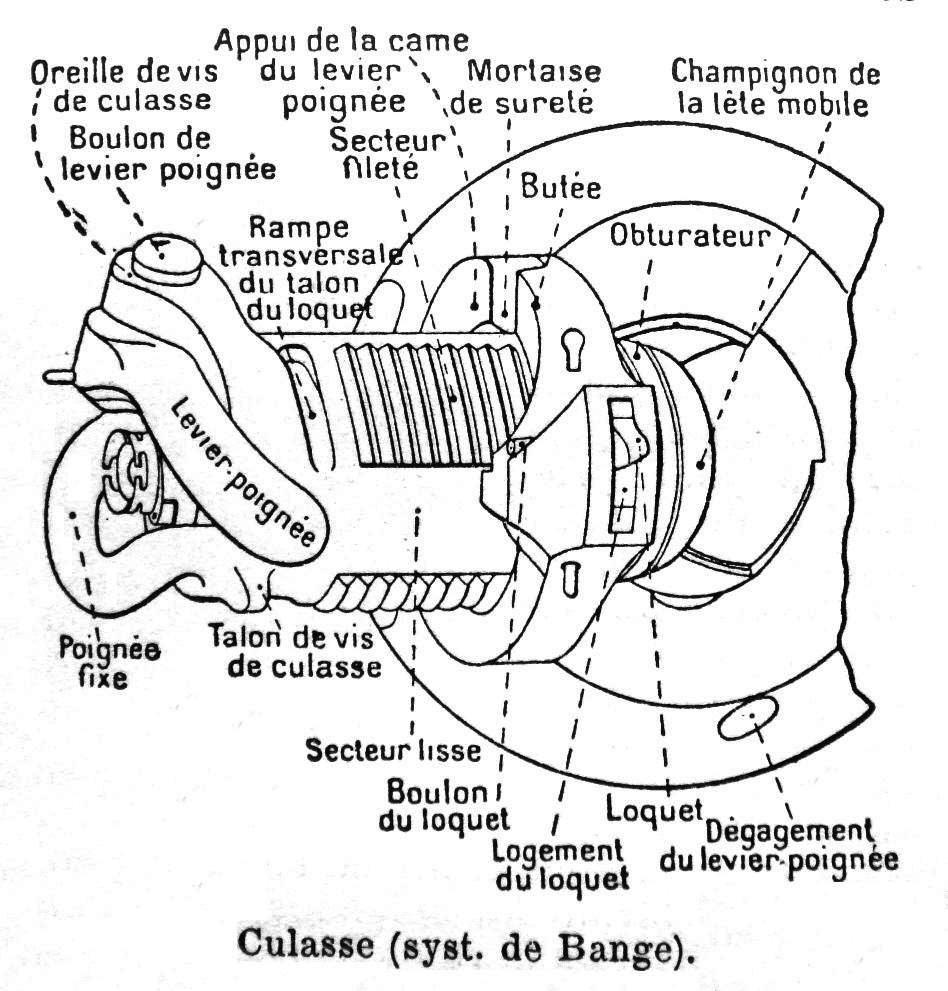

## Использование глушителей на револьверах
Обычно использование глушителей на револьверах даже с дозвуковой дульной скоростью пули нецелесообразно, так как пуля во время выстрела так или иначе должна преодолеть щель, существующую между вращающимся барабаном и стволом. Из-за этого даже при использовании глушителя на револьверах слышен громкий звук, вызванный прорывом в эту щель пороховых газов.
Лишь некоторые модели револьверов позволяют эффективно использовать глушитель. В частности, таковым является револьвер системы Нагана, имеющий удачную систему обтюрации пороховых газов и для которого в 1930-е годы в СССР производился прибор бесшумно-беспламенной стрельбы «БраМит».

## См. также

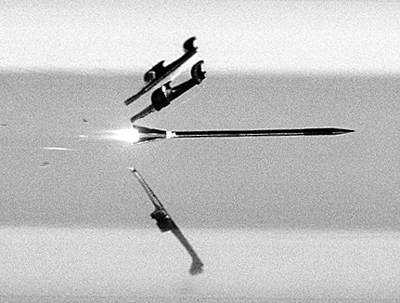
От снаряда отделяется поддон Секторный поддон называется также ведущим устройством (ВУ) и состоит из трёх или более секторов. Поддоны скрепляются друг с другом ведущими поясками из металлов или пластиков и в таком виде окончательно закрепляются в металлической гильзе или в корпусе сгорающей гильзы.